# قائمة وديان الجزائر
هذه قائمة الجداول و الأودية في الجزائر.

## أ
- وادي الأبيوض
- وادي الأربعاء
- وادي أقريون

## ب
- وادي بودواو
- وادي بومرداس

## ت
- وادي تابلوط
- وادي تافنة

## ج
- وادي الجمعة
- وادي جن جن

## ح
- وادي الحراش
- وادي الحميز

## ر
- وادي الرغاية

## س
- وادي سيباو
- وادي سيبوس

## ش
- وادي الشلف
- وادي شندر

## ص
- وادي الصومام

## ع
- وادي عربية
- وادي عيسي

## ق
- وادي قورصو

## م
- وادي مزفران
- وادي امزي
- وادي مجردة
- وادي مغلدن
- وادي منايل

## ن
- وادي النساء
- وادي الناموس

## ي
- وادي يسر

## مواضيع ذات صلة
- المجاري المائية في الجزائر
- وزارة الموارد المائية الجزائرية